# Nigeria na Letnich Igrzyskach Olimpijskich 1960
Nigerię na Letnich Igrzyskach Olimpijskich 1960 reprezentowało 12 zawodników (wszyscy mężczyźni). Reprezentanci Nigerii nie zdobyli żadnego medalu na tych igrzyskach.